# Palazzo del Casino
Il palazzo del Casino (in sloveno Kazina) è un palazzo in stile neoclassico situato nel centro di Lubiana.
Si trova a a nord-ovest di piazza del Congresso all'incrocio tra strada Slovenia (Slovenska cesta) e via Šubic (Šubičeva ulica). In passato era luogo di incontro tra le persone di alto rango della città. Il palazzo è al giorno d'oggi sede di numerose istituzioni slovene come l'Istituto di storia moderna e l'archivio della Slovenia.

## Storia
La costruzione del palazzo iniziò nel 1836 su iniziativa della Kazinsko društvo ("Società del Casino") e terminò nel 1838. Al suo interno vi era una sala lettura e in altre stanze si svolgevano numerosi eventi sociali, in una di queste il poeta France Prešeren incontrò per la prima volta la sua musa Julija Primič. All'inizio del XX secolo divenne un punto d'incontro per la comunità tedesca ed il palazzo cambiò temporaneamente nome in Casino tedesco.